# أينة لو
أينة لو هي قرية في مقاطعة خدا أفرين، إيران. عدد سكان هذه القرية هو 10 في سنة 2006.

## معرض صور

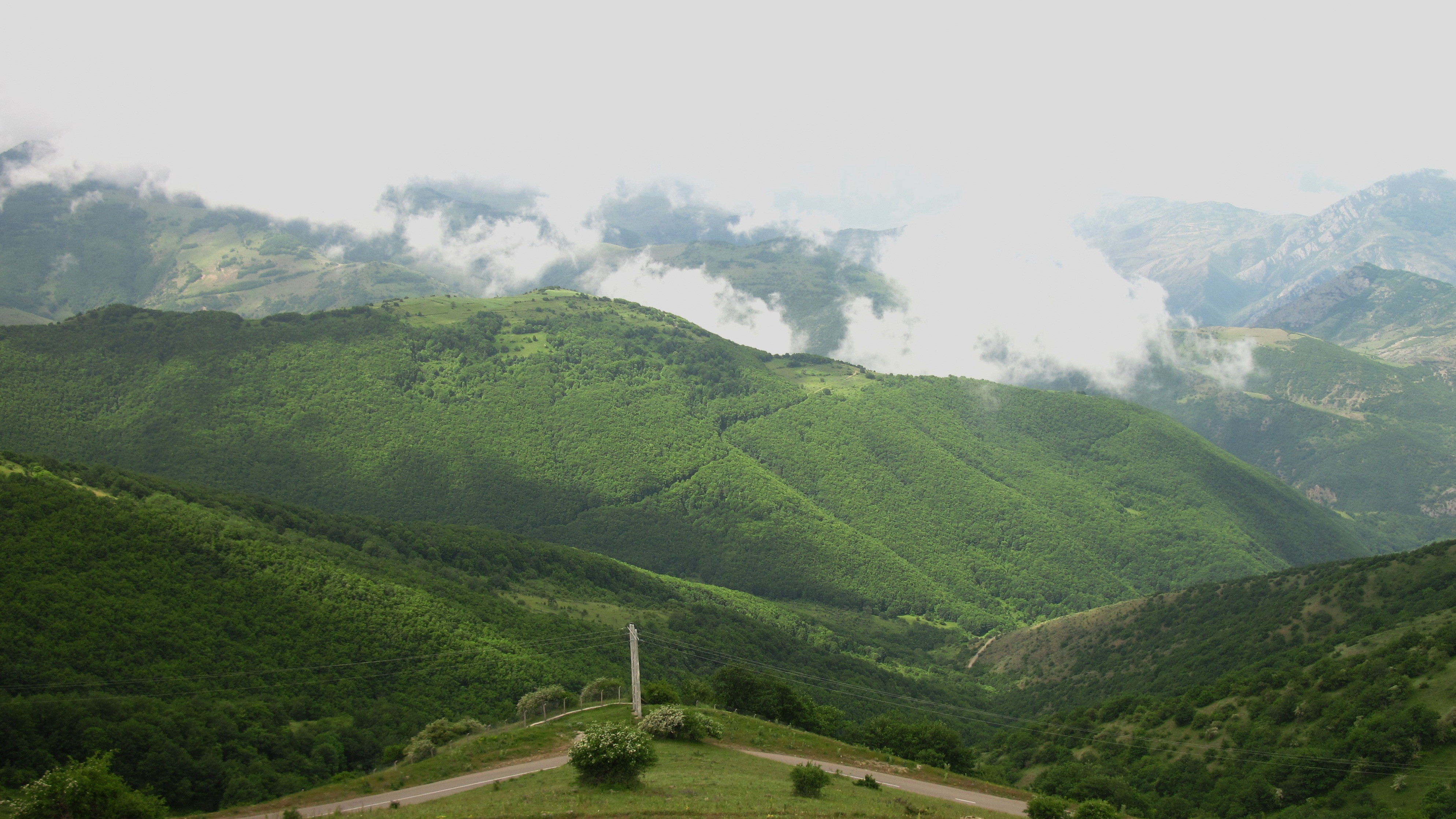
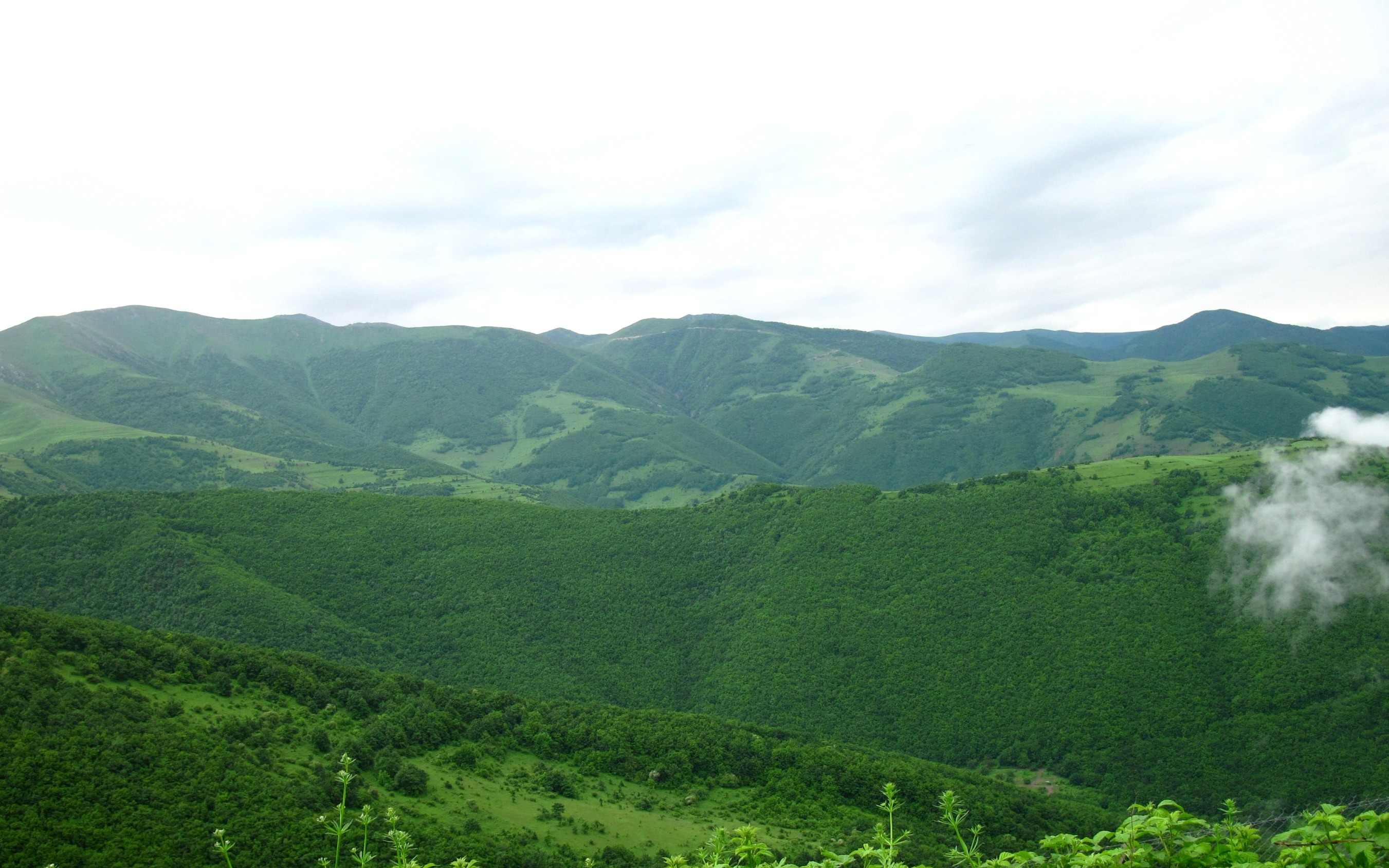
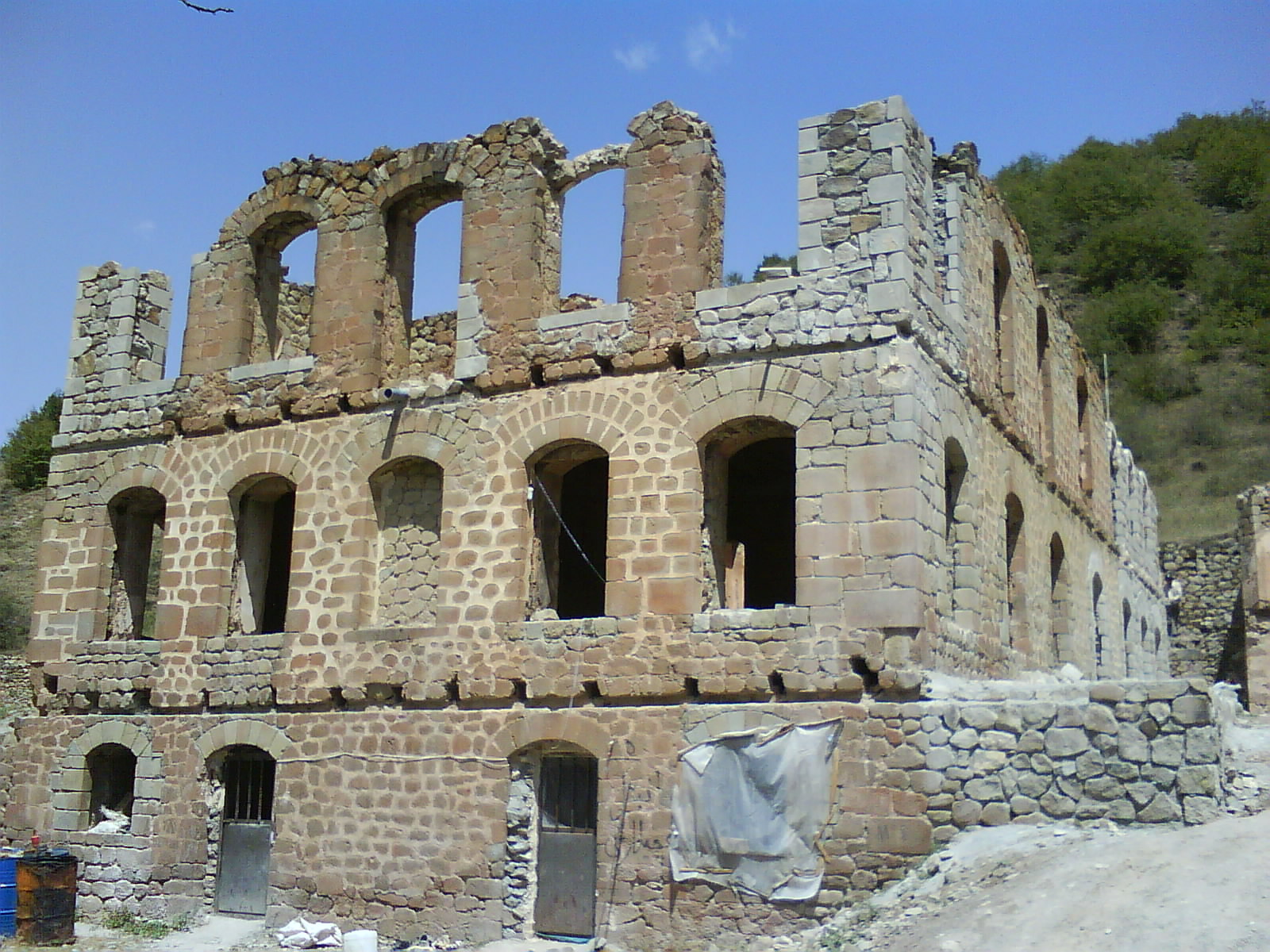